# روبرت كويلو
روبرت كويلّو (بالإنجليزية: Robert Coello) هو لاعب كرة قاعدة أمريكي، ولد في 23 نوفمبر 1984 في بايون (نيوجيرسي) في الولايات المتحدة.

## وصلات خارجية
- روبرت كويلو على موقع دوري كرة القاعدة الرئيسي (الإنجليزية)
- روبرت كويلو على موقع دوري كوريا الجنوبية لكرة القاعدة (الإنجليزية)
- روبرت كويلو على موقعبيزبول رفرنس.كوم (الدوري الرئيسي) (الإنجليزية)
- روبرت كويلو على موقعبيزبول رفرنس.كوم (الدوري الثانوي) (الإنجليزية)
- روبرت كويلو على موقع إي إس بي إن.كوم (أم.أل.بي) (الإنجليزية)
- روبرت كويلو على موقع مشجعي الرسوم البيانية (الإنجليزية)